# Forêt classée du Haut-Sassandra
La forêt classée du Haut-Sassandra était une forêt dense humide du centre-ouest de la Côte d'Ivoire située près du fleuve Sassandra, qui a été défrichée et convertie en plantations entre 2002 et 2011. Cela a entraîné l'extinction de sa population d'éléphants de forêt d'Afrique.

## Description
En 1994, d'après la SODEFOR, la superficie estimée de cette forêt est de 102 400 hectares. Elle est limitée à l'Ouest par le lit du fleuve Sassandra, et se situe sur le département de Daloa et le département de Vavoua. C'est une forêt dense humide semi-décidue.

## Défrichement
L'analyse des images satellitaires montre qu'en 2001, la quasi-totalité de la surface correspond bien à une forêt. Des plantations de cacao la bordent au nord et à l'est.
La forêt subit cependant une occupation clandestine pendant la guerre civile ivoirienne, favorisée par la démobilisation des agents des eaux et forêts. En 2013, la totalité de la forêt a été convertie en cultures du cacaoyer, laissant place à un paysage de mosaïques jachères-cultures. La forêt n'occupe plus que 7 844 hectares, et est profondément dégradée.
Les espèces animales qui peuplaient la forêt ont disparu.

## Disparition des animaux

### Eléphants de forêt d'Afrique
La forêt hébergeait une population estimée d'une trentaine d'éléphants vers 2002, source de conflits avec les humains. Les migrations de cette population sont étudiées entre 1994 et 1996. Ces éléphants sont très souvent signalés en maraude dans le domaine rural près du nord de la forêt, pendant la saison sèche. Ils appartiennent à l'espèce de forêt.
D'après les témoignages oraux, ces éléphants migraient autrefois de la forêt classée du haut Sassandra vers la forêt classée de Séguéla, mais la création de plantations le long de leur route de migration les a empêché d'atteindre Séguéla. Ils vivent alors en saison sèche dans le nord du haut-Sassandra où ils bénéficient d'une abondance de fruits, et migrent en saison des pluies vers le sud. La destruction de leur habitat a favorisé l'abattage ou la fuite de ces animaux. Soulemane Ouattara a relevé des traces de braconnage dans toute la forêt (présence de douilles), et plus particulièrement autour des plantations ; il a noté également des preuves de siège des éléphants autour de leurs points d'eau. Par ailleurs, les éléphants ont abandonné la partie Nord-Est de la forêt, où les activités de coupe du bois et les bruits de moteurs dérangent la faune. L'exploitation des essences de bois commercialisables, corrélée à la destruction d'autres essences, a entraîné une réduction de leurs ressources alimentaires. L'exploitation de la forêt ne leur laisse plus assez de fruits pour se nourrir, expliquant leurs maraudes dans le domaine rural.
En 2020, la population d'éléphants du haut-Sassandra est considérée comme éteinte, après de derniers signalements de présence autour de Daloa.